# Combat de Saint-Aubin-des-Ormeaux
Guerre de Vendée et Chouannerie de 1832
Batailles
- Chanay
- Toucheneau
- Maisdon
- Le Chêne
- La Penissière
- Riaillé
- Saint-Aubin-des-Ormeaux

Le combat de Saint-Aubin-des-Ormeaux se déroule le 7 juin 1832 lors de la cinquième guerre de Vendée.

## Déroulement
Le 6 juin 1832, Jean-Félix Clabat du Chillou, commandant en second du 2e corps de l'Armée catholique et royale, ordonne un rassemblement au bois des Angenaudières, près du bourg de La Gaubretière. Le commandant en chef de ce 2e corps, Auguste de La Rochejaquelein, se trouve alors en Hollande pour acheter des armes. Une proclamation en son nom est cependant diffusée et sa femme, Félicie de Durfort, comtesse de Rochejaquelein, habillée en homme, se charge de haranguer les troupes.
Du Chillou marche sur Beaurepaire, puis sur Saint-Aubin-des-Ormeaux où les drapeaux tricolores sont remplacés par des drapeaux blancs. Cependant du Chillou doute du succès de l'insurrection et cherche à éviter le combat avec les orléanistes.
Informée de ces mouvements, la garde nationale de Cholet forme une colonne mobile et se porte à la rencontre des insurgés légitimistes.

## Forces en présence
D'après Émile Gabory, du Chillou ne commande qu'à 220 hommes, dont seulement la moitié sont armés de fusils. Les orléanistes sont quant à eux forts de 125 hommes, dont 65 gardes nationaux de Cholet et 60  soldats du 29e régiment d'infanterie, commandés par le capitaine Torchebœuf et le captaine Charles Cesbron-Lavau.

## Déroulement
Le 7 juin, après être passés par La Verrie et La Gaubretière, les orléanistes attaquent les légitimistes à Saint-Aubin-des-Ormeaux. Le combat s'engage à la métairie de La Rouillère, entre le bourg de Saint-Aubin-des-Ormeaux et celui de Saint-Martin-des-Tilleuls.
Prévenus de l'arrivée des orléanistes, les Vendéens ne sont pas surpris et occupent une position avantageuse, retranchés derrière des meules de fagots et des haies. Après une heure de fusillade, les orléanistes battent en retraite et se replient sur Mortagne sans être poursuivis. Ils regagnent ensuite Cholet.
La victoire est cependant sans lendemain pour les insurgés. Ces derniers se portent ensuite sur La Gaubretière et La Verrie, où du Chillou apprend que l'insurrection a échoué sur presque tous les autres points. Il fait alors disperser sa troupe.

## Pertes
Les insurgés laissent trois morts : des paysans nommés Diot, Loiseau et Lucas. Les orléanistes comptent quant à eux huit à dix tués et laissent trois prisonniers qui seront par la suite relâchés.